# U̯
Cette page contient des caractères spéciaux ou non latins. S’ils s’affichent mal (▯, ?, etc.), consultez la page d’aide Unicode.
U̯ (minuscule : u̯), appelé U brève inversée souscrite, est un graphème utilisé dans l’écriture de l’istro-roumain, du megleno-roumain et dans plusieurs transcriptions phonétiques. Il s'agit de la lettre I diacritée d'une brève inversée souscrite.

## Utilisation
August Kovačec utilise ‹ u̯ › dans son dictionnaire istro-roumain pour représenter une semivoyelle labio-vélaire [w].

## Représentations informatiques
Le U brève inversée souscrite peut être représenté avec les caractères Unicode suivants :
- décomposé (latin de base, diacritiques) :

| formes    | représentations | chaînes de caractères | points de code | descriptions                                                   |
| --------- | --------------- | --------------------- | -------------- | -------------------------------------------------------------- |
| capitale  | U̯               | U◌̯                    | U+0055 U+032F  | lettre majuscule latine u diacritique brève inversée souscrite |
| minuscule | u̯               | u◌̯                    | U+0075 U+032F  | lettre minuscule latine u diacritique brève inversée souscrite |

## Sources
- (hr) August Kovačec, Vlaško/Žejansko/Istrorumunjsko – hrvatski rječnik [« Dictionnaire valaque/de Žejane/istro-roumain–croate »], 2010 (1re éd. 1998) (lire en ligne)